# International Football Union
La International Football Union (IFU) fue una asociación internacional de equipos de fútbol regionales, provinciales e isleñas, que no están federados a FIFA. Hasta ahora sus equipos pertenecen a territorios que no tienen soberanía reconocida internacionalmente y tiene su sede en Guimarães, Portugal.
La NF-Board fue fundada en agosto de 2009 y en 2 meses tuvo dos federaciones afiliadas, Groenlandia y Zanzíbar.
La IFU trabajó para buscar que la FIFA los ayude a la organización de torneos y partidos mientras los equipos adquieren su membresía en la FIFA.
La federación fue disuelta en 2010.

## Miembros
| - Groenlandia (selección) - Zanzíbar (selección) |